# Santa Ana (Califòrnia)
Santa Ana és una ciutat ubicada al Comtat d'Orange a l'estat de Califòrnia, Estats Units d'Amèrica, de 339.555 habitants i amb una densitat de poc més de 4.800 per km². Santa Ana és la ciutat més poblada del seu comtat i la 53a del país.

## Ciutats agermanades
- Santa Ana (El Salvador), El Salvador